# 中山愛親
中山 愛親（なかやま なるちか）は、江戸時代中期から後期にかけての公卿。権大納言・正親町実連の子。官位は正二位・権大納言、贈従一位。中山家21代当主。

## 経歴
権大納言・中山栄親の養子となる。
宝暦11年（1761年）参議に任命され、安永3年（1774年）権大納言に至る。天明2年（1782年）議奏となり、光格天皇に近侍した。天皇の父・閑院宮典仁親王に対し太上天皇号を宣下することに腐心したが、幕府はこれを認めず事態は紛糾した（いわゆる「尊号一件」）。寛政5年（1792年）幕府の命により武家伝奏正親町公明と共に江戸に喚問され、老中松平定信と対談釈明したが、閉門を命じられた。帰洛したのち蟄居し、議奏を罷免された。
明治17年（1884年）従一位が贈られている。なお明治天皇は愛親の来孫に当たる。
尊号一件で愛親が勅使として江戸に下った際に、江戸城の11代将軍・徳川家斉の前で堂々たる抗議をしたという伝説が生まれ、これを元に『反汗秘録』『中山東下記』『中山伝記』といった小説（共に事件よりあまり隔たらない時期の成立と見られる）が密かに書かれている。田中暁龍によれば、同名異本を含めて103種類が現存しているとされる。一番最初期に成立したとされる『反汗秘録』には、当時の京都では「「越中（定信の官位）が越されぬ山が二つある。京で中山（愛親のこと）、備前岡山（池田治政）」という落首が詠まれて流行したと記されている。またこの経過に触れている漫画として、みなもと太郎の『風雲児たち』がある。

## 系譜
- 父：正親町実連
- 母：広幡豊忠の娘
- 養父：中山栄親
- 養母：勧修寺高顕の娘
- 正室：今城定種娘
  - 男子：中山忠尹
  - 寛尹: （母同忠尹。従五位下。後出家、日巌院権僧正法印）
  - 男子:（母同忠尹。河鰭為実子）
  - 重基:（母同。庭田重能嗣）
- 家女房
  - 女子：砥豫子 - 藤波寛忠室
  - 女子：野宮定静室
  - 女子：中山績子 - 高松局、仁孝天皇典侍
  - 女子：今城定成室